# الوند، زرداب
الوند، زرداب (به لاتین: Əlvənd) یک منطقهٔ مسکونی در جمهوری آذربایجان است که در شهرستان زردآب واقع شده‌است. الوند ۹۵۵ نفر جمعیت دارد.